# Saint-Julien-du-Puy
Saint-Julien-du-Puy is een gemeente in het Franse departement Tarn (regio Occitanie) en telt 352 inwoners (1999). De plaats maakt deel uit van het arrondissement Castres.

## Geografie
De oppervlakte van Saint-Julien-du-Puy bedraagt 19,3 km², de bevolkingsdichtheid is 18,2 inwoners per km².
De onderstaande kaart toont de ligging van Saint-Julien-du-Puy met de belangrijkste infrastructuur en aangrenzende gemeenten.

## Demografie
Onderstaande figuur toont het verloop van het inwonertal (bron: INSEE-tellingen).